# شاپلاوا
شاپلاوا (به لاتین: Šaplava) یک منطقهٔ مسکونی در جمهوری چک است که در ناحیه هرادتس کرالووه واقع شده‌است.